# The Globe and Mail
The Globe and Mail – kanadyjski dziennik publikowany w Toronto. Jest „najbardziej prestiżowym i wpływowym dziennikiem informacyjnym w Kanadzie”.
Historia pisma sięga 1844 roku, kiedy to George Brown, szkocki dziennikarz imigrant, założył tygodnik „The Globe”. Pierwszy numer ukazał się 5 marca 1844 roku. Miał 300 egzemplarzy nakładu, cztery strony i sześć kolumn. Zainteresowanie tytułem okazało się tak duże, że już w sierpniu 1844 roku nakład wzrósł do 1250 egzemplarzy. W ciągu roku gazeta uruchomiła własną drukarnię i wyposażyła ją w pierwszą w Kanadzie prasę cylindryczną.
W październiku 1845 uruchomiona została edycja dla Ontario, pod tytułem West Globe. Od września 1846 roku The Globe ukazywał się dwa razy w tygodniu, a od 1849 roku - trzy razy w tygodniu. 1 października 1853 roku The Globe stał się dziennikiem i podniósł nakład do 6000 egzemplarzy. Od 1861 roku tytuł ukazywał się dwa razy dziennie w edycjach porannej i wieczornej. 
Czasopismo w obecnej postaci funkcjonuje od 1936 roku, kiedy to doszło do połączenia tejże gazety z pismem „Mail and Empire” (dawnym „The Mail”).